# 邢衍安
邢衍安（1983年6月17日—）是中國男子田徑運動員，在2005年中國全國運動會上取得110公尺跨欄第四名。2007年8月，邢衍安代表中國參加世界田徑錦標賽110公尺跨欄，止步半決賽。

## 外部連結
- 邢衍安在的頁面